# 岩佐英治
岩佐英治（日语：／ Iwasa Eiji，1964年6月7日—）是日本NHK福冈广播局所属的播音员。神奈川县出身。就读过神奈川县立横滨绿丘高中，毕业于东京大学。1988年进入NHK电视台。担任大相扑转播工作。相扑知识非常丰富，大学时代在相扑部担任过播音员。因此，岩佐英治进入NHK的理由之一就是“想做相扑实况”。